# Gone in 60 Seconds
Gone in 60 Seconds är en amerikansk actionfilm från 2000 i regi av Dominic Sena, med Nicolas Cage, Angelina Jolie och Giovanni Ribisi i rollerna.

## Handling
Randall "Memphis" Raines (Nicolas Cage) är en pensionerad biltjuv som tvingas tillbaka till Los Angeles för att hjälpa sin lillebror Kip Giovanni Ribisi som har kommit i knipa. Kip har fått i uppdrag av Raymond Vincent "Carpenter" Calitri Christopher Eccleston att stjäla 50 lyxbilar som ska skeppas iväg på fredagen. Kip gör en tabbe och polisen Roland Castlebeck Delroy Lindo kommer på var han har gömt de bilar som redan är stulna. Polisen beslagtar alla bilarna de har lyckats stjäla hittills, men Kip och hans kollegor lyckas fly. Randall samlar ihop sitt gamla gäng och bestämmer sig för att stjäla alla bilarna under en natt, detta för att se till att när bilarna lokaliseringssändare tänds är de redan i en container som är lastad på en lastbåt och på väg bort från USA.

## Om filmen
Filmen är en nyinspelning av Blåst på 60 sekunder (1974) och hade svensk premiär 28 juni 2000 på biograferna Rigoletto, Rival, Biopalatset, Filmstaden Sergel och Filmstaden Söder i Stockholm.

## Rollista (i urval)
- Nicolas Cage – Randall Raines
- Giovanni Ribisi – Kip Raines
- Angelina Jolie – Sara "Sway" Wayland
- Will Patton – Atley Jackson
- James Duall – Freb
- Delroy Lindo – Roland Castleback
- Timothy Olyphant – Drycoff
- Chi McBride – Donny Astricky
- Robert Duvall – Otto Halliwell
- Christopher Eccleston – Raymond Vincent Calitri
- Vinnie Jones – Sphinx
- Grace Zabriskie – Helen Raines
- TJ Cross – Mirror man
- William Lee Scott – Toby
- Scott Caan – Tumbler
- Master P – Johnny B

## Listan med de 50 bilarna
| - 1999 Aston Martin DB7: Mary - 1962 Aston Martin DB1: Barbara - 1999 Bentley Arnage: Lindsey - 1999 Bentley Azure: Laura - 1964 Bentley Continental: Alma - 1959 Cadillac El Dorado: Madeline - 1958 Cadillac El Dorado Brougham: Patricia - 1999 Cadillac Escalade: Carol - 2000 Cadillac El Dorado STS: Daniela - 1957 Chevrolet Bel Air Convertible: Stefanie - 1969 Chevrolet Camaro Z28: Erin - 1953 Chevrolet Corvette: Pamela - 1967 Chevrolet Corvette Stingray Big Block: Stacey - 2000 Ford F350 4x4 modified pick-up: Anne - 1971 DeTomaso Pantera: Kate - 1969 Dodge Daytona: Vanessa - 1998 Dodge Viper Coupe GTS: Denise - 1995 Ferrari 355 B: Diane - 1997 Ferrari 355 F1: Iris - 1967 Ferrari 275GTB4: Nadine - 1999 Ferrari 550 Maranello: Angelina - 1987 Ferrari Testarossa: Rose - 1957 Ford Thunderbird: Susan - 2000 GMC Yukon: Megan - 1999 Humvee 2-Door Pickup: Tracy | - 1999 Infiniti Q45: Rachel - 1994 Jaguar XJ 220: Bernadene - 1999 Jaguar XK8 Coupe: Deborah - 1990 Lamborghini LM002 SUV: Gina - 1999 Lexus LS 400: Hillary - 1999 Lincoln Navigator: Kimberley - 1957 Mercedes Benz 300 SL/Gullwing: Dorothy - 1999 Mercedes Benz CL 500: Donna - 1999 Mercedes Benz S 600: Samantha - 1998 Mercedes Benz SL 600: Ellen - 1950 Mercury Custom: Gabriela - 1971 Plymouth Hemi Cuda: Shannon - 1969 Plymouth Roadrunner: Jessica - 1965 Pontiac GTO: Sharon - 1999 Porsche 996: Tina - 2000 Porsche Boxster: Marsha - 1961 Porsche Speedster: Natalie - 1988 Porsche 959: Virginia - 1997 Porsche 911 Twin Turbo: Tanya - 2000 Rolls Royce Stretch Limousine: Grace - 1966 Shelby AC Cobra: Ashley - 1967 Shelby Mustang GT 500: Eleanor - 2000 Toyota Landcruiser: Cathy - 1998 Toyota Supra Turbo: Lynn - 2000 Volvo Turbo Kombi R: Lisa |